# Heqet Corona
L'Heqet Corona è una struttura geologica della superficie di Venere.